# Virginio Cesarini

Stemma Cesarini

Virginio Cesarini (Roma, 20 ottobre 1595 – Roma, 1º aprile 1624) è stato un poeta italiano.

## Biografia
Figlio dei nobili Livia Orsini e Giuliano II Cesarini, duca di Civitanova, insieme con il fratello Alessandro fu mandato a studiare a Parma, ospite del duca Ranuccio I Farnese. In questo periodo, le conseguenze di una caduta da cavallo e di un'operazione medica mal condotta resero ancora più incerto il già delicato stato della sua salute. Intorno al 1610 fece ritorno a Roma, mostrandosi interessato a discipline molto diverse, come la teologia, la giurisprudenza, la matematica e l'astronomia, pur mantenendo una formazione culturale prevalentemente letteraria e fondata sulla filosofia aristotelica.
Entrò così in relazione amichevole con i cardinali Roberto Bellarmino e Maffeo Barberini, e con un uomo di scienza come Federico Cesi, che nel 1618 lo iscrisse all'Accademia dei Lincei, da lui fondata, dove in particolare poté conoscere Galilei e diventare intimo amico di Giovanni Ciampoli.
La frequentazione con Galileo e la conoscenza della sua metodologia anti-dogmatica e sperimentale esercitarono su di lui una profonda influenza. Scrivendo allo scienziato pisano, il Cesarini affermò di essersi sentito «infiammare al desiderio di sapere qualche cosa, e con la guida de' suoi discorsi elessi strada migliore alla filosofia e conobbi una certa logica più sicura, i cui sillogismi, fondati o su le naturali esperienze o su le dimostrationi mathematiche, non meno aprono l'intelletto alla cognitione della verità, di quello che chiuggano le bocche ad alcuni vanissimi e pertinaci filosofi, la cui scienza è opinione, e, quel ch'è peggio, d'altrui e non propria [...] mi avvenne nell'ascoltar lei [...] haver fatto l'animo alquanto filosofico».
Già cameriere segreto di Gregorio XV, Cesarini fu confermato nella carica da Urbano VIII, che lo nominò anche maestro di camera. Nell'Accademia svolse una funzione di collegamento tra gli scienziati che operavano nelle diverse città della penisola, e incoraggiò Galileo, sottoposto alle critiche degli ambienti conservatori. Dopo la pubblicazione, nel 1619, della Libra astronomica ac philosophica, il saggio nel quale il matematico Orazio Grassi, sotto lo pseudonimo di Lotario Sarsi, attaccava Galileo, Cesarini scrisse nel maggio del 1622 a Galileo sollecitandolo «alla publicazione della risposta al Sarsio, che per tanti rispetti ella deve al mondo [...] sebene ella per sazietà di gloria può disprezzare queste diseguali contese, tuttavia è obligata al nome publico de' Lincei, offeso dal Sarsio e da altri malevoli, et al mondo non deve occultare i tesori delle sue nobili speculazioni». La risposta al Grassi di Galileo, intitolata Il Saggiatore, fu pubblicata nell'ottobre del 1623 sotto forma di lettera indirizzata al Cesarini, con dedicatoria degli Accademici Lincei al nuovo papa Urbano VIII.
Nella stessa lettera del 5 maggio 1622, Cesarini informava Galileo anche dei propri interessi poetici: «Io vado trattenendomi alle volte con le Muse, e cerco che i componimenti non siano affatto scarsi di qualche dottrina filosofica, e quanto io posso procuro in essi lasciar viva testimonianza dell'ossequio e riverenza ch'io porto alle virtù eminenti». Una poesia didascalica che egli, rifiutando la poetica marinista, intendeva dovesse esprimere contenuti morali secondo «un ideale stoico mediato da una spiritualità cristiana. Dei motivi stoici, il più acceso è l'amore della virtù, che solo a se stessa è premio, libera dunque perché non chiede la gloria né l'applauso popolare [...] la poesia restaura i valori messi in ombra dal mondo; ad essa è affidata la più pura delle consolazioni».
In vita il Cesarini pubblicò soltanto due elegie latine e una canzone in volgare dedicata all'amico Tommaso Stigliani acclusa da questi nel suo Canzoniere pubblicato nel 1623. Deceduto prematuramente nel 1624, tutte le sue opere, latine e volgari, collocate dalla critica letteraria nel contesto della poesia antimarinista per il loro classicismo, furono pubblicate postume nel 1658. L'apprezzamento di cui godette nel suo secolo andò declinando rapidamente, quando i contenuti della sua oratoria poetica, pur sincera ma nutrita del conformismo morale della Controriforma, non corrisposero più alle nuove sensibilità.
Gli è stato dedicato l'osservatorio astronomico di Frasso Sabino.

## Ascendenza

Virginio Cesarini

|                                                    |                                        |                                         | Genitori                                                  |  |  | Nonni |  |  | Bisnonni                                    |  |  | Trisnonni            |  |
|                                                    |                                        |                                         |                                                           |  |  |       |  |  | Giuliano Cesarini, I marchese di Civitanova |  |  | Giangiorgio Cesarini |  |
|                                                    |                                        |                                         |                                                           |  |  |       |  |  | Giuliano Cesarini, I marchese di Civitanova |  |  | Giangiorgio Cesarini |  |
|                                                    |                                        | Marzia Sforza di Santa Fiora            |                                                           |  |  |       |  |  | Giuliano Cesarini, I marchese di Civitanova |  |  |                      |  |
| Giovan Giorgio Cesarini, II marchese di Civitanova |                                        |                                         |                                                           |  |  |       |  |  | Giuliano Cesarini, I marchese di Civitanova |  |  |                      |  |
|                                                    |                                        | Giulia Colonna                          | Prospero Colonna, duca di Traetto                         |  |  |       |  |  |                                             |  |  |                      |  |
|                                                    |                                        | Giulia Colonna                          | Prospero Colonna, duca di Traetto                         |  |  |       |  |  |                                             |  |  |                      |  |
|                                                    |                                        | Giulia Colonna                          | Isabella Carafa di Maddaloni                              |  |  |       |  |  |                                             |  |  |                      |  |
| Giuliano Cesarini, I duca di Civitanova            |                                        | Giulia Colonna                          |                                                           |  |  |       |  |  |                                             |  |  |                      |  |
|                                                    |                                        | Alessandro Farnese il Giovane           | Pier Luigi Farnese, duca di Parma e Piacenza              |  |  |       |  |  |                                             |  |  |                      |  |
|                                                    |                                        | Alessandro Farnese il Giovane           | Pier Luigi Farnese, duca di Parma e Piacenza              |  |  |       |  |  |                                             |  |  |                      |  |
|                                                    |                                        | Alessandro Farnese il Giovane           | Gerolama Orsini                                           |  |  |       |  |  |                                             |  |  |                      |  |
| Clelia Farnese                                     |                                        | Alessandro Farnese il Giovane           |                                                           |  |  |       |  |  |                                             |  |  |                      |  |
|                                                    |                                        | …                                       | …                                                         |  |  |       |  |  |                                             |  |  |                      |  |
|                                                    |                                        | …                                       | …                                                         |  |  |       |  |  |                                             |  |  |                      |  |
|                                                    |                                        | …                                       | …                                                         |  |  |       |  |  |                                             |  |  |                      |  |
| Virginio Cesarini                                  |                                        | …                                       |                                                           |  |  |       |  |  |                                             |  |  |                      |  |
|                                                    | Ferdinando I Orsini, V duca di Gravina | Francesco Orsini, IV duca di Gravina    |                                                           |  |  |       |  |  |                                             |  |  |                      |  |
|                                                    | Ferdinando I Orsini, V duca di Gravina | Francesco Orsini, IV duca di Gravina    |                                                           |  |  |       |  |  |                                             |  |  |                      |  |
|                                                    | Ferdinando I Orsini, V duca di Gravina | Maria Todeschini Piccolomini d'Aragona  |                                                           |  |  |       |  |  |                                             |  |  |                      |  |
| Virginio Orsini, I duca di San Gemini              | Ferdinando I Orsini, V duca di Gravina |                                         |                                                           |  |  |       |  |  |                                             |  |  |                      |  |
|                                                    |                                        | Beatrice Ferrillo                       | Giacomo Alfonso Ferrillo, conte di Acerenza e Muro Lucano |  |  |       |  |  |                                             |  |  |                      |  |
|                                                    |                                        | Beatrice Ferrillo                       | Giacomo Alfonso Ferrillo, conte di Acerenza e Muro Lucano |  |  |       |  |  |                                             |  |  |                      |  |
|                                                    |                                        | Beatrice Ferrillo                       | Maria Balsa                                               |  |  |       |  |  |                                             |  |  |                      |  |
| Livia Orsini di San Gemini                         |                                        | Beatrice Ferrillo                       |                                                           |  |  |       |  |  |                                             |  |  |                      |  |
|                                                    |                                        | Bonifacio Caetani, IV duca di Sermoneta | Camillo Caetani, III duca di Sermoneta                    |  |  |       |  |  |                                             |  |  |                      |  |
|                                                    |                                        | Bonifacio Caetani, IV duca di Sermoneta | Camillo Caetani, III duca di Sermoneta                    |  |  |       |  |  |                                             |  |  |                      |  |
|                                                    |                                        | Bonifacio Caetani, IV duca di Sermoneta | Beatrice Caetani d'Aragona                                |  |  |       |  |  |                                             |  |  |                      |  |
| Giovanna Caetani                                   |                                        | Bonifacio Caetani, IV duca di Sermoneta |                                                           |  |  |       |  |  |                                             |  |  |                      |  |
|                                                    |                                        | Caterina Pio di Savoia                  | Alberto III Pio di Savoia, VIII signore di Carpi          |  |  |       |  |  |                                             |  |  |                      |  |
|                                                    |                                        | Caterina Pio di Savoia                  | Alberto III Pio di Savoia, VIII signore di Carpi          |  |  |       |  |  |                                             |  |  |                      |  |
|                                                    |                                        | Caterina Pio di Savoia                  | Cecilia Orsini                                            |  |  |       |  |  |                                             |  |  |                      |  |
|                                                    |                                        | Caterina Pio di Savoia                  |                                                           |  |  |       |  |  |                                             |  |  |                      |  |

## Opere
- Carmina. Poesie liriche toscane, Roma, Angelo Bernabò dal Verme, 1658.